# Motta Montecorvino
Motta Montecorvino ist eine italienische Gemeinde (comune) mit 630 Einwohnern (Stand 31. Dezember 2023) in der Provinz Foggia in Apulien. Die Gemeinde liegt etwa 36 Kilometer westnordwestlich von Foggia.

## Geschichte
Der Ort entstand vermutlich erst ab dem 14. Jahrhundert. 1627 wurde er durch ein verheerendes Erdbeben zerstört, um 1657 dann durch die Pest heimgesucht zu werden.

## Verkehr
Durch die Gemeinde führt die frühere Trasse der Strada Statale 17 dell'Appennino Abruzzese e Appulo Sannitica, auf der zunächst die Strada Statale 369 Appulo Fortorina (heute: Provinzstraße 135) von Volturara Appula nach Reino führte.

## Persönlichkeiten
- Fabrizio Pignatelli (1659–1734), Geistlicher und Bischof von Lecce